# Спірюхова Світлана Анатоліївна
Світлана Анатоліївна Спірюхова (нар. 5 квітня 1982, Миколаїв) — українська веслувальниця (академічне веслування), чемпіонка світу та Європи, учасниця Олімпійських ігор, Заслужений майстер спорту України.

## Біографія
Народилася 5 квітня 1982 року в Миколаєві. Протягом 1993-1995 років займалася баскетболом, з 1996 року зосередилася на академічному веслуванні.
Закінчила Миколаївський національний університет імені В. О. Сухомлинського. 
Перший тренер — Сергій Єнтіс[джерело?].

## Спортивна кар'єра
Вперше взяла участь в міжнародних змаганнях у віці 16 років. На чемпіонаті світу серед юніорів 1998 року була четвертою в складі четвірки парної [джерело?].
- 1999 — VII місце на чемпіонаті світу серед юніорів в двійках парних;
- 2000 — VI місце на чемпіонаті світу серед юніорів в двійках парних;
- 2004 — IV місце на молодіжному чемпіонаті світу U-23 в четвірках розпашних;
- 2006 — VII місце на етапі Кубку світу в вісімках зі стерновим, XII місце на чемпіонаті світу в вісімках зі стерновим;
- 2007 — XX місце на чемпіонаті світу в одиночках.[джерело?]

Член олімпійської збірної України на ХХІХ Олімпійських іграх 2008 року у Пекіні. У фінальному заїзді четвірки парної серед жінок на 2 км Світлана Спірюхова, Олена Олефіренко, Наталія Ляльчук і Тетяна Колеснікова стали четвертими, програвши команді Німеччині, що зайняла третє місце, 0,46 сек. (6:20.02).
В парній четвірці чотири рази ставала чемпіонкою Європи у 2007 (Світлана Спірюхова, Тетяна Колеснікова, Олена Олефіренко, Наталія Губа), 2008 (Світлана Спірюхова, Тетяна Колеснікова, Олена Олефіренко, Наталія Ляльчук), 2009 (Світлана Спірюхова, Тетяна Колеснікова, Анастасія Коженкова і Яна Дементьєва) і 2011 (Світлана Спірюхова, Тетяна Колеснікова, Наталія Губа, Катерина Тарасенко). Чемпіонка світу 2009 в парній четвірці (Світлана Спірюхова, Тетяна Колеснікова, Анастасія Коженкова і Яна Дементьєва).
- 2010 — IV місце на етапі Кубку світу в парній четвірці, IV місце на чемпіонаті Європи в вісімках зі стерновим;
- 2011 — IV місце на етапі Кубку світу в вісімках зі стерновим, на чемпіонаті світу VI місце в парній четвірці і VII місце в вісімках зі стерновим.